# المتلوی
المتلوی (به عربی: المتلوی) یک منطقهٔ مسکونی در تونس است که در استان قفصه واقع شده‌است. المتلوی ۳۸٬۶۳۴ نفر جمعیت دارد.